# Duipa
En la mitología hinduista, duipa (en sánscrito: द्वीप, romanizado: Jambūdvīpa, lit. 'península, isla'), a veces majaduipa (en sánscrito: महा द्वीप, romanizado: Mahādvīpa, lit. 'gran península, gran isla'), es cada uno de los continentes fantásticos imaginados por los escritores del Majabhárata (texto epicorreligioso del siglo III a. C.).

## Nombre
- dvīpa, en el sistema AITS (alfabeto internacional de transliteración sánscrita) y ISO (organización internacional de normalización 19519).
- द्वीप, en escritura devanagari del sánscrito.
- Pronunciación:
  - /duipá/ (en sánscrito antiguo)[1] o bien
  - /duíp/ (en los idiomas actuales de la India, como el hindí o el bengalí).
- Etimología: ‘dos aguas’ (agua a ambos lados), península, isla; siendo dui: ‘dos’, y ap: ‘agua’.[1]

## Diferentes números de continentes
Las escrituras sagradas de la India se contradicen en este tema: se numeran 7, 4, 13 o 18 continentes.

### Lista de 7 continentes
La lista más común es la de los saptaduipa (en sánscrito: सप्तद्वीप, romanizado: Saptadvīpa, lit. 'siete continentes').
Estos continentes son concéntricos y están separados unos de otros por diferentes océanos (también concéntricos), de distintas sustancias.
Entre todos esos siete continentes forman el mundo (Bharata Varsha).
Los siete continentes son:
1) Yambu o Yambuduipa (árbol yambolán o yambul, Syzygium cumini).
Es el continente central y más pequeño.
Es plano, y tiene exactamente un millón de ioyanas (unos 6,20 millones de kilómetros) de anchura. (En comparación, el esférico planeta Tierra tiene 0,0128 millones de kilómetros de diámetro, y el Sol tiene 1,39 millones de kilómetros de diámetro).
En el centro de este continente se encuentra el monte Merú.
Está rodeado por un océano de agua salada (lógicamente, el único conocido por los escritores de los textos sagrados).
2) Plaksa (‘higuera’), Plakṣaduipa o Go Medaka (una gema, de traducción actualmente desconocida).
Está rodeado por un océano de zumo de caña de azúcar, que mide el doble de anchura que el océano de agua salada.
3) Shalmali (el espinoso árbol simul, también llamado árbol de algodón, Bombax ceiba, Bombax heptaphyllum, o Salmalia malabárica) o Shalmaliduipa.
El espinoso tronco árbol de este árbol se utilizaba en la India antigua (cuando se crearon estas leyendas) para torturar a los delincuentes, y para torturar a las almas pecadoras en el infierno Shalmali; en ese infierno también hay un río llamado Shalmali.
Este continente está lleno de estos árboles.
Rodeado por un océano de vino, que mide el doble de anchura que el océano de zumo de caña de azúcar.
4) Kusha (‘pasto, zacate’) o Kushaduipa.
Está rodeado por un océano de ghi (mantequilla clarificada), que mide el doble de anchura que el océano de vino.
5) Krauñcha (del ave zarapito o numenius) o Kraunchaduipa.
Tiene forma concéntrica.
Está rodeado por un océano concéntrico de leche cuajada, que mide el doble de anchura que el océano de mantequilla derretida.
6) Shaka (árbol de teca o Tectona grandis) o Shakaduipa.
Está lleno de árboles de teca.
Está habitado por los rita vratas, los satia vratas, los dana vratas y los anu vratas).
Está rodeado por un océano de leche de vaca, que mide el doble de anchura que el océano de leche cuajada.
7) Púskara (‘loto’) o Púskaraduipa.
Está rodeado por un océano de agua dulce, que mide el doble de anchura que el océano de leche.

### Lista de 4 continentes
Una lista más inusual contiene cuatro continentes.
Estos cuatro continentes forman el mundo (Bharata Varsha).
1) Bhadrashua

2) Ketumala

3) Yambuduipa

4) Úttara Kurava

### Lista de 13 continentes
La lista de 13 agrega nueve a los cuatro anteriores. Entre todos forman el mundo (Bharata Varsha).
1) Bhadrashua

2) Ketumala

3) Yambuduipa

4) Uttara Kurava

5) Indraduipa

6) Kaserumat

7) Tamra Varna

8) Gabhastimat

9) Naga Duipa

10) Saumia

11) Gandharva

12) Varuna

13) Bharata

### Lista de 18 continentes
Entre estos 18 continentes se cuentan varios upaduipas (subcontinentes).